# Шербурзькі парасольки
«Шербурзькі парасольки» (фр. Les Parapluies de Cherbourg) — музична мелодрама французького режисера Жака Демі з музикою Мішеля Леграна та Катрін Денев у головній ролі. Фільм здобув «Золоту пальмову гілку» 17-го Каннського кінофестивалю 1964 року та низку інших професійних кінонагород і номінацій (зокрема, у 5-ти категоріях на «Оскара»). .

## Сюжет
Сюжет фільму складається з трьох частин — Від'їзд, Розлука, Повернення.

### Від'їзд
Гійом (Гі) Фуше працює автомеханіком на станції техобслуговування у прибережному нормандському містечку Шербýр. Юна Женев'єва Емері продає парасольки в магазині своєї матері «Шербурські парасольки». Вони кохають одне одного, проводять разом увесь час після роботи, ходять на танці, гуляють вуличками Шербура, планують майбутнє. Гі живе зі своєю хворою хрещеною тітонькою Елізою, за якою доглядає Мадлен, безмовно закохана в Гі. Мати Женев'єви, мадам Емері, не заохочує роману доньки з бідним механіком без особливих планів на майбутнє.
Несподівано Фуше приходить повістка в армію, яка обриває усе щасливе життя закоханих. Гі на два роки відправляють до Алжиру, де тим часом іде справжня війна. Останнього вечора перед від'їздом Женев'єва залишається у нього на ніч, а вранці проводжає Гі на вокзал під музику Мішеля Леграна:
«…Цілого життя замало, щоб чекати тебе,
Моє життя пропало, якщо немає тебе.
Ти в краю далекому не забудь мене,
Де б не був ти, я тебе чекаю…»
Вона обіцяє чекати коханого і, стоячи на пероні, дивиться услід потягу.

### Розлука
Справи родини Емері гіршають. Мати з донькою постають перед загрозою боргової ями. Водночас складається ситуація, в якій їх може врятувати тільки щасливий випадок, і він настає: молодий і успішний ювелір Ролан Кассар, зустрівши Женев'єву з матір'ю у спільного знайомого — міського ювеліра — і який з першого погляду закохався в Женев'єву, пропонує їм допомогти і купує в них старе кольє, яке не має взагалі ніякої цінності. Женев'єва, помітивши його почуття, уникає зустрічі з ним. Через деякий час він зізнається її матері у своїх почуттях і просить руки її доньки. Він гарний  і багатий, але Женев'єва його не любить і на той час вона вже знає, що вагітна від Гі. Згодом Ролан дізнається про дитину Женев'єви й обіцяє піклуватися про неї як про власну. Про обставини розлуки Женев'єви з батьком дитини він і не підозрює.
А листи від Гі приходять рідко. Усі звільнення з армії заборонені через бойову обстановку. Вона мучиться від невідомості, її гризуть сумніви, чи справді Гі все ще пам'ятає про неї. Потім листи припиняються зовсім — Гі потрапив до шпиталю, але вона цього не знає. Послухавшись до благань матері, вона одружується з Роланом і їде з ним до Парижа. Мадлен відомо про їхнє весілля. Вона розуміє, що Гі та Женев'єва ніколи не будуть разом, тобто Гі може бути з нею. Але на душі у неї від цього не легшає.

### Повернення
Гі виписується зі шпиталю і повертається до Шербура. Він трохи шкутильгає. Насамперед він прямує в магазин, де працює кохана — але від колишніх господарів залишилася тільки вивіска: порожній магазин продано. Прийшовши додому, він дізнається від хрещеної, що Женев'єва не дочекалася його й одружилася. Гі підозрював це ще в останні місяці служби, бо на запитання в листах до коханої, чи любить вона його, вона відповідала ухильно, а потім і зовсім перестала писати. Від того, що сталося, він впадає в глибоку депресію. Одного разу на роботі хазяїн пред'являє йому претензії через те, що мотор нового автомобіля одного з клієнтів виявився повністю зіпсований після ремонту в їхній майстерні, можливо, з вини Фуше. Хазяїн також шпетить Гі за те, що він не поголився і не почистив брудний робочий комбінезон. Той зривається, грубо розмовляє з хазяїном і каже, що звільняється. Перевдягнувщись, він забирає речі і йде геть. По дорозі він заходить у колишній магазин «Шербурські парасольки» — тепер там продають побутову техніку. Робітники, які заносять пральні машини, радять йому швидше забиратися звідти. Потім він заходить до бару, випиває — але бармен грубо з ним поводиться, тому що Фуше розплачується великими купюрами. Тоді він приходить в інший бар, після чого проводить ніч з повією Женні (скорочено від Женев'єва).
Прийшовши ранком додому, Гі дізнається, що вночі померла його хрещена. Мадлен, яку він довго утішає, збирає речі і вирішує піти. Намагаючись забути Женев'єву, Гі розуміє, що єдиний його шанс почати нормальне життя, забути Женев'єву і набути відносного щастя — це бути з Мадлен. Він просить її залишитися, але в коханні так і не зізнається. Він вдячний їй, але лише дозволяє їй себе любити. Вони одружуються, а спадок, залишений хрещеною, вкладають у купівлю маленької автозаправної станції.
Через п'ять років Гі та Мадлен зі своїм сином Франсуа готуються зустріти Різдво у своїй квартирі, що займає частину приміщення автозаправки. Увечері Мадлен з дитиною йдуть за покупками. Через кілька хвилин біля бензоколонки зупиняється шикарний автомобіль. Гі, колишній автомеханік, який іноді сам обслуговує клієнтів, виходить його заправити.
Вечір, падає сніг, звучить музика Мішеля Леграна. Підходячи до машини, Гі впізнає у водійці Женев'єву. Вона вперше за п'ять років приїхала до Шербурга, щоб забрати свою доньку Франсуазу у свекрухи, що живе неподалік від міста. На Женев'єві розкішна норкова шубка і коштовні прикраси, у волоссі траурна стрічка. Гі підходить до машини, Женев'єва опускає скло, і їхні погляди зустрічаються. Мовчання… Вона виходить з машини. Він пропонує їй зайти у будівлю. На кілька хвилин вони залишаються наодинці. Гі помічає, що Женев'єва в траурі. Та відповідає: «Мама померла восени». У цей момент працівник автозаправки перериває їхню розмову і цікавиться, бензин якої марки залити. Женев'єві байдуже. Здивований працівник іде. Женев'єва, звернувши увагу на гарну різдвяну ялинку, запитує, чи сам він її наряджав. Гі каже, що ялинку нарядила дружина для їхнього малюка Франсуа (за збігом, доньку Женев'єви звуть Франсуаза). Женев'єва пропонує Гі подивитися на доньку, кажучи, що та схожа на нього. Гі мовчки палить і заперечно хитає головою. «Гадаю, ти можеш їхати», — говорить він. «У тебе усе гаразд»? — запитує Женев'єва. «Так, усе гаразд», — відповідає він.
Женев'єва їде. Додому повертаються Мадлен із сином. Гі зустрічає їх на вулиці, цілує дружину і бавиться з сином. Усі разом вони заходять до будинку.

## Виробництво
Спочатку на головну роль була запрошена переможниця конкурсу Євробачення Ізабель Обре, але через серйозні травми, отримані в дорожній аварії, вона була вимушена відмовитися від неї.
Цей фільм став першим у світі фільмом-оперою, в якому усі репліки співаються і жодна не говориться. В США головна пісня фільму, перекладена як I Will Wait For You
Норманом Гімбелем отримала велику популярність і була номінована на премію «Оскар». Ця пісня була перекладена й іншими мовами, зокрема українські версії створили Юлія Качула (співає в дуеті з Сергієм Сидоренком) (співає в дуеті з) та Олександр Бобошко (співає в дуеті з Люциною Хворост) (2013). У 2006 році власний український переклад цієї пісні створила співачка Ольга Акулова.

## В ролях
| Катрін Денев (співає Даніель Лікарі) | ···· | Женев'єва Емері                                        |
| Ніно Кастельнуово                    | ···· | Гі Фуше                                                |
| Анна Вернон                          | ···· | Мадам Емері, мати Женев'єви                            |
| Марк Мішель                          | ···· | Ролан Кассар, ювелір, згодом чоловік Женев'єви         |
| Елен Фарнер                          | ···· | Мадлен, доглядальниця тітки Елізи, згодом — дружина Гі |
| Мірей Перрей                         | ···· | тітка Еліза, хрещена Гі                                |
| Жан Шампьон                          | ···· | Обен                                                   |
| П'єр Каден                           | ···· | Бернар                                                 |
| Жан-Пьер Дора                        | ···· | Жан                                                    |

## Визнання
| Нагороди та номінації фільму «Шербурзькі парасольки» | Нагороди та номінації фільму «Шербурзькі парасольки» | Нагороди та номінації фільму «Шербурзькі парасольки»            | Нагороди та номінації фільму «Шербурзькі парасольки» | Нагороди та номінації фільму «Шербурзькі парасольки» | Нагороди та номінації фільму «Шербурзькі парасольки» |
| Рік                                                  | Кінофестиваль/кінопремія                             | Категорія/нагорода                                              | Номінант                                             | Результат                                            |                                                      |
| ---------------------------------------------------- | ---------------------------------------------------- | --------------------------------------------------------------- | ---------------------------------------------------- | ---------------------------------------------------- | ---------------------------------------------------- |
| 1963                                                 | Приз Луї Деллюка                                     | Приз Луї Деллюка                                                | Приз Луї Деллюка                                     | Перемога                                             |                                                      |
| 1964                                                 | 17-й Каннський міжнародний кінофестиваль             | Золота пальмова гілка                                           | Шербурзькі парасольки                                | Перемога                                             |                                                      |
| 1964                                                 | 17-й Каннський міжнародний кінофестиваль             | Технічний Гран-прі                                              | Жак Демі                                             | Перемога                                             |                                                      |
| 1964                                                 | 17-й Каннський міжнародний кінофестиваль             | Приз Міжнародної Католицької організації в царині кіно (OCIC)   | Шербурзькі парасольки                                | Перемога                                             |                                                      |
| 1965                                                 | Синдикат французьких кінокритиків                    | Найкращий фільм                                                 | Шербурзькі парасольки                                | Перемога                                             |                                                      |
| 1965                                                 | Премія «Оскар»                                       | Найкращий фільм іноземною мовою                                 | Шербурзькі парасольки                                | Номінація                                            |                                                      |
| 1966                                                 | Премія «Оскар»                                       | Найкращий сюжет та сценарій                                     | Жак Демі                                             | Номінація                                            |                                                      |
| 1966                                                 | Премія «Оскар»                                       | Найкращий музика, оригінальна пісня                             | Мішель Легран, Жак Демі                              | Номінація                                            |                                                      |
| 1966                                                 | Премія «Оскар»                                       | Найкраща музика до фільму                                       | Мішель Легран                                        | Номінація                                            |                                                      |
| 1966                                                 | Премія «Оскар»                                       | Найкраща музика, саундтрек, адаптація або аранжування           | Мішель Легран                                        | Номінація                                            |                                                      |
| 1966                                                 | Золотий глобус                                       | Найкращий фільм іноземною мовою                                 | Шербурзькі парасольки                                | Номінація                                            |                                                      |
| 1966                                                 | Премія Греммі                                        | Найкращий оригінальний саундтрек написаний для кіно або телешоу | Мішель Легран, Жак Демі                              | Номінація                                            |                                                      |